# Divize D 1979/1980
V soubojích 15. ročníku Moravskoslezské divize D 1979/80 (jedna ze skupin 3. fotbalové ligy) se utkalo 16 týmů každý s každým dvoukolovým systémem podzim–jaro. Tento ročník začal v srpnu 1979 a skončil v červnu 1980.

## Nové týmy v sezoně 1979/80
- Ze II. ligy – sk. B 1978/79 sestoupila do Divize D mužstva TJ Zbrojovka Vsetín a TJ Baník Havířov.
- Z Jihomoravského krajského přeboru 1978/79 postoupilo vítězné mužstvo TJ Tatran Poštorná.[1]
- Ze Severomoravského krajského přeboru 1978/79 postoupilo vítězné mužstvo TJ Tatra Kopřivnice.

## Konečná tabulka
Zdroj: 
| Poř. | Tým                                 | Z  | V  | R  | P  | VG | OG | B  |
| ---- | ----------------------------------- | -- | -- | -- | -- | -- | -- | -- |
| 1.   | TJ Železárny Prostějov              | 30 | 21 | 5  | 4  | 67 | 27 | 47 |
| 2.   | TJ Baník Havířov (S)                | 30 | 21 | 4  | 5  | 58 | 25 | 46 |
| 3.   | TJ Spartak Uherský Brod             | 30 | 11 | 12 | 7  | 46 | 35 | 34 |
| 4.   | TJ Slavia Kroměříž                  | 30 | 14 | 5  | 11 | 40 | 38 | 33 |
| 5.   | TJ Zbrojovka Vsetín (S)             | 30 | 12 | 8  | 10 | 45 | 36 | 32 |
| 6.   | TJ Jiskra Staré Město               | 30 | 12 | 7  | 11 | 36 | 40 | 31 |
| 7.   | TJ Spartak PS Přerov                | 30 | 10 | 10 | 10 | 37 | 39 | 30 |
| 8.   | TJ Slovácká Slavia Uherské Hradiště | 30 | 9  | 11 | 10 | 38 | 41 | 29 |
| 9.   | TJ Baník 1. máj Karviná             | 30 | 10 | 9  | 11 | 31 | 36 | 29 |
| 10.  | TJ US Uničov                        | 30 | 10 | 8  | 12 | 34 | 34 | 28 |
| 11.  | TJ Tatran Poštorná (N)              | 30 | 9  | 10 | 11 | 32 | 35 | 28 |
| 12.  | TJ Tatra Kopřivnice (N)             | 30 | 11 | 4  | 15 | 43 | 46 | 26 |
| 13.  | TJ TŽ Třinec „B“                    | 30 | 8  | 8  | 14 | 36 | 46 | 24 |
| 14.  | TJ Baník Horní Suchá                | 30 | 9  | 6  | 15 | 22 | 41 | 24 |
| 15.  | TJ Fatra Napajedla                  | 30 | 7  | 7  | 16 | 23 | 40 | 21 |
| 16.  | TJ Veselí nad Moravou               | 30 | 7  | 4  | 19 | 38 | 67 | 18 |

Poznámky:
- Z = Odehrané zápasy; V = Vítězství; R = Remízy; P = Prohry; VG = Vstřelené góly; OG = Obdržené góly; B = Body; (S) = Mužstvo sestoupivší z vyšší soutěže; (N) = Mužstvo postoupivší z nižší soutěže (nováček)

|  | Postup do II. ligy – sk. B 1980/81                 |
|  | Sestup do Jihomoravského krajského přeboru 1980/81 |